# Кольчугино (станция)
Кольчу́гино — железнодорожная станция однопутной неэлектрифицированной линии Бельково — Иваново Ярославского региона Северной железной дороги, расположена в одноименном городе Кольчугинского района Владимирской области. Возможна пересадка на расположенный в 150 метрах к северо-востоку от станции городской автовокзал, обслуживающий рейсы по Кольчугинскому району, в Киржач, Владимир, Александров.
Железнодорожная станция имеет одну боковую низкую изогнутую платформу. Есть здание вокзала, зал ожидания, железнодорожные кассы работают с 8:15 до 17:15 с понедельника по пятницу, обед с 12:00 до 13:00.
Производится прием продажа билетов на все пассажирские поезда. Прием и выдача багажа не производятся.

## Дальнее сообщение
На станции ежедневно останавливается пассажирские поезда №661/662 Кинешма — Иваново — Москва, в праздничные и летние дни назначаются проходящие через станцию дополнительные поезда. 
| № поезда                         | Маршрут движения                 | № поезда                         | Маршрут движения                 |
| Круглогодичное обращение поездов | Круглогодичное обращение поездов | Круглогодичное обращение поездов | Круглогодичное обращение поездов |
| -------------------------------- | -------------------------------- | -------------------------------- | -------------------------------- |
| 661                              | Кинешма — Москва                 | 662                              | Москва — Кинешма                 |
| Сезонное обращение поездов       |                                  |                                  |                                  |
| 495                              | Кострома — Адлер                 | 496                              | -                                |
| 539                              | -                                | 540                              | Анапа — Кострома                 |
| 673                              | Иваново — Москва                 | 674                              | Москва — Иваново                 |

## Пригородное сообщение
На платформе имеет остановку пригородный поезд рельсовый автобус Иваново — Александров. По состоянию на май 2019 года — 1 пара поездов в сутки ежедневно; время движения от станции Александров составляет 1 час 26 минут по отдельным летним дням в расписании — 1 час 58 минут, до Александрова — 1 час 21 минута, от станции Иваново — 3 часа 45 минут, до станции Иваново — 2 часа 54 минуты ежедневно (2 часа 56 минут по отдельным летним дням в расписании).